# Les Griffes de jade
Pour plus de détails, voir Fiche technique et Distribution.
Les Griffes de jade (鍾馗娘子, Zhong kui niang zi ; The Lady Hermit) est un film hongkongais réalisé par Ho Meng-hua, sorti en 1971.
Il s'agit du troisième film hongkongais sorti en France, et du premier ayant bénéficié d'une large diffusion (les deux premiers ayant été diffusés seulement dans certaines salles du Quartier latin).
Le film se classe à la 4e position dans le classement des recettes des films hongkongais de 1971.

## Synopsis
Désirant devenir sa disciple, une apprentie-justicière (Shih Szu) part à la recherche de la « Chasseresse » (Cheng Pei-pei), une héroïne chevronnée qui a disparu après avoir été blessée lors d'un combat contre le terrible « Démon noir » (Wang Hsieh), un combattant dont la spécialité est la technique des « griffes de jade ».

## Fiche technique
- Titre original : 鍾馗娘子 (Zhong kui niang zi)
- Titre international anglais : The Lady Hermit
- Titre français : Les Griffes de jade
- Réalisation : Ho Meng-hua
- Scénario : Yip Yat-Fong
- Société de production : Shaw Brothers
- Direction des combats : Liang Shao-Sung
- Pays d'origine : Hong Kong
- Langue originale : mandarin
- Format : Couleurs - 2,35:1 - Mono - 35 mm
- Genre : wuxia pian
- Durée : 105 minutes
- Date de sortie :

Hongkong : 22 janvier 1971
 France : 22 novembre 1972

## Distribution
- Cheng Pei-pei : Leng Yu-shuang (la Chasseresse)
- Lo Lieh : Chang Chun
- Shih Szu : Cui Ping
- Wang Hsieh : Démon noir